# 律實
律实，蒙古帝国将领，蒙古雍吉烈（弘吉剌）氏，孛蘭奚的父亲。
律实世居應昌（今内蒙古自治区赤峰市克什克腾旗西北）。父亲忙哥，以后族作为成吉思汗宿衛。日本学者那珂通世说忙哥即蒙古帝国开国功臣第三十七位木格，但一些史料记载木格是札剌亦儿氏。律實相貌魁偉，有謀略，善騎射。曾回答窝阔台有关军事方面的问题，窝阔台满意，即任命为千户。改為齊王府（合撒儿家族）司馬。後從拖雷攻打金朝有功，窝阔台命他回来宿衛，后来病故。